# Assemblée nationale (Madagascar)
Pour les autres articles nationaux ou selon les autres juridictions, voir Assemblée nationale.
IIIe législature de la IVe République
Palais de Tsimbazaza
L'Assemblée nationale (en malgache : Antenimierampirenena) est la chambre basse du parlement bicaméral de Madagascar.

## Système électoral
L'Assemblée nationale est composé de 163 députés élus pour un mandat de cinq ans selon un mode de scrutin parallèle.
Sont ainsi à pourvoir une grande partie des sièges au scrutin uninominal majoritaire à un tour dans des circonscriptions électorales uninominales, auxquels se rajoutent d'autres sièges pourvus au scrutin binominal. Ces derniers le sont via un scrutin proportionnel plurinominal de liste bloquée sans panachage ni vote préférentiel dans des circonscriptions de deux sièges chacune. Après dépouillement, les sièges sont répartis selon la méthode de la plus forte moyenne.
Le nombre total de sièges change régulièrement avec l'évolution démographique du pays. Il est ainsi passé par décret de 151 à 163 en mars 2024. La répartition attribue depuis un siège aux circonscriptions de moins de 310 000 habitants, et deux à celles dépassant ce seuil, pour un total de 120 circonscriptions.

## Histoire

### Sous laIreRépublique (1958-1972)
Dans le cadre de la décolonisation de l'Afrique française, une Assemblée constituante et législative est instituée le 16 octobre 1958 sous la présidence de Norbert Zafimahova. Les premières élections ont lieu en 1960, peu après l'indépendance. Sous la Première République, le pouvoir de l'Assemblée nationale et son primat dans l'action législative sont parfois minorés par la puissance du Président Philibert Tsiranana et de son Parti social-démocrate, ultra-majoritaire.

### Durant la transition militaire (1972-1975)
Durant cette période l'Assemblée nationale et le Sénat sont dissous et remplacés par le Conseil National Populaire pour Développement (CNPD), organe présidé par le Pasteur Michel Fety. 

### Sous laIIeRépublique (1975-1991)
L'arrivée au pouvoir de Didier Ratsiraka en février 1975 au sein d'un directoire de militaires provoque le 21 décembre 1975 la naissance de la IIe République, permet la réapparition d'une chambre basse, sous le nom d'Assemblée nationale populaire. Composée de 137 députés élus pour cinq ans au suffrage universel direct, elle est « délégataire du pouvoir suprême législatif », selon la nouvelle Constitution. Dans les faits, c'est avant tout une chambre d'enregistrement des lois.
De 1977 (date de la première élection), le parti de Ratsiraka, l'Arema, y compte toujours au moins 110 députés, et son président, Lucien Xavier Michel-Andrianarahinjaka, reste le même jusqu'à la chute du régime en 1991.
Du 31 octobre 1991 à 1993 (période dite de la Transition libérale), un Comité pour le redressement économique et social provisoire prépare la IIIe République.

### Sous laIIIeRépublique (1991-2009)
La nouvelle assemblée diffère des précédentes par son mode d'élection mixte afin d'assurer une plus grande représentativité des partis, y compris ceux d'opposition. En effet, si dans certaines petites circonscriptions, le scrutin uninominal majoritaire à un tour est de mise, dans d'autres plus grandes, c'est un scrutin de liste proportionnel. Il n'y a plus de parti unique de facto, et la majorité peut fluctuer au gré des alliances. Albert Zafy en fit les frais lors de la première législature (1993-1998) de ce régime d'assemblée instable et fut destitué de la présidence de la République en 1996.
Les 150 députés de la deuxième législature ont été élus le 17 mai 1998, les 160 de la troisième le , et les 117 de la quatrième le 23 septembre 2007. Les deux dernières élections sont des élections anticipées, ce qui révèle que « l'Assemblée nationale n'est pas encore arrivée au stade où l'on peut parler de tradition parlementaire malgache, à l'image de celle des vieux pays démocratiques. »

### Le putsch de 2009 et la suspension du Parlement (2009-2014)
En mars 2009, le premier acte d'Andry Rajoelina, après s'être autoproclamé président de la Haute Autorité de Transition et avoir chassé Marc Ravalomanana du pouvoir, est de suspendre le Parlement malgache, et de procéder à l'arrestation de nombreux députés et sénateurs de la mouvance du président en exil (TIM).
Les accords de Maputo d'août 2009, encadrés par des organisations internationales et tentant de mettre en place une transition consensuelle et négociée, prévoyaient de mettre en place un Congrès de la Transition, reprenant les attributions du défunt Parlement. Finalement, après avoir rompu avec les trois autres mouvances politiques en décembre 2009, les autorités putschistes ont décidé de mettre en place unilatéralement un Parlement de la Transition, dont les membres sont nommés parmi les partisans du coup d'État ou de transfuges des autres partis politiques.

### Sous laIVeRépublique (depuis 2014)
Deux législatures se sont succédé. La première législature a été présidée par Christine Harijaona Razanamahasoa pendant 3 mois, puis de 2014 à 2019, par Jean Max Rakotomamonjy. La deuxième a vu la réélection au perchoir le 16 juillet 2019 de Christine Harijaona Razanamahasoa.

## Rôle et organisation
Comme dans de nombreuses anciennes colonies françaises, l'organisation et les prérogatives de l'Assemblée nationale malgache sont très fortement inspirées de celles de l'Assemblée nationale. Ses 151 membres, nommés députés, sont élus pour cinq ans au suffrage universel direct. C'est un mandat exclusif de tout autre mandat ou fonction publique, hormis l'enseignement. Elle a un président, six vice-présidents et deux questeurs. Elle se réunit lors de deux sessions ordinaires de soixante jours, à partir de mai et octobre, des sessions extraordinaires sont également possibles, sur décision du Président.
Elle partage l'initiative des lois avec le Sénat et le Premier ministre. C'est également elle qui ratifie le projet de loi de finance annuel et qui dispose du vote de l'entrée en guerre, réunie en Congrès avec le Sénat. La majorité des deux tiers peut choisir de censurer un gouvernement. Réciproquement, le président de la République peut dissoudre l'Assemblée. « En cas d'urgence ou de catastrophe », son pouvoir législatif peut être dévolu au président de la République.

## Composition

### Troisième législature de laIIIeRépublique (2002-2007)
Le président Marc Ravalomanana décide en octobre 2002 de convoquer des élections législatives anticipées afin « d’affirmer l’effectivité et la légitimité du nouveau régime ». Les élections ont lieu le 15 décembre 2002, 160 sièges, soit dix de plus qu'en 1998, sont à pourvoir. La majorité présidentielle, à la suite d'élections « crédibles et transparentes », arrive en tête. Le président de l'Assemblée nationale est Samuel Mahafaritsy Razakanirina. Elle est dissoute le 24 juillet, quelques mois avant les élections prévues.
| Nom du parti                                                        | Députés |
| ------------------------------------------------------------------- | ------- |
| Tiako i Madagasikara (majorité gouvernementale)                     | 108     |
| Asa Vita no Ifampitsarana (majorité gouvernementale)                | 9       |
| Renaissance du parti social-démocratique (majorité gouvernementale) | 7       |
| Firaisankinam-pirenena                                              | 7       |
| Toamasina Tonga Saina                                               | 3       |
| Avant-garde de la révolution malgache                               | 3       |
| MFM                                                                 | 2       |
| LEADER-Fanilo                                                       | 1       |
| Lalasoa                                                             | 1       |
| HBM                                                                 | 1       |
| GRAAM                                                               | 1       |
| Boeni Mandroso                                                      | 1       |
| 3FA                                                                 | 1       |
| Indépendants et assimilés                                           | 15      |

### Quatrième législature de laIIIeRépublique (2007-2009)
À la suite d'une réforme électorale, seuls 117 députés sont élus lors des élections législatives malgaches de 2007, marquées par une omniprésence du TIM.

### Régime de transition (2009-2013)
Le 9 août 2009, les accords signés entre les mouvances Rajoelina, Ravalomanana, Ratsiraka et Zafy prévoient la mise en place d'autorités transitoires. L'Assemblée nationale et le Sénat disparaissent au profit d'un Congrès de la Transition, présidé par Jacques Sylla puis Mamy Rakotoarivelo.

### Première législature de laIVeRépublique (2014-2019)
Les élections jumelées (législative et deuxième tour de l'élection présidentielle) ont lieu le 20 décembre 2013. 151 sièges de députés sont à pourvoir. La mouvance de l'ancien président de la transition Andry Rajoelina (MAPAR) arrive en tête, suivie de près par les députés du parti de l'ancien président Marc Ravalomanana[réf. souhaitée]. Le 18 février 2014, Christine Razanamahasoa accède au perchoir. Mais à la suite d'une requête déposée auprès de la Haute Cour Constitutionnelle, cette dernière annule l'élection du bureau permanent déclarée non conforme à la Constitution. Après une nouvelle élection du bureau permanent de l'Assemblée Nationale, Jean Max Rakotomamonjy accède à la présidence de cette institution.
Le nouveau président de la République élu, Hery Rajaonarimampianina, bien qu'ayant aucun député élu officiellement sous la couleur du parti qu'il a fondé, le HVM, essaie de composer des alliances au sein de l'Assemblée Nationale pour obtenir une majorité et une certaine stabilité (notamment dans la nomination du premier ministre).
Les divergences entre le pouvoir exécutif et l'Assemblée nationale éclatant au grand jour, le 26 mai 2015, une frange majoritaire de l'Assemblée décide de voter une motion de déchéance à l'encontre du président de la République.